# Robert Herberigs
Robert Herberigs (né à Gand le 19 juin 1886 – mort à Audenarde le 20 septembre 1974) est un compositeur, peintre et écrivain belge.

## Biographie
Artiste aux multiples facettes, Robert Herberigs se fait d'abord connaître comme compositeur. Il étudie au conservatoire de Gand, et remporte le prix de Rome belge en 1909. De 1951 à 1953, il dirige l'Opéra royal flamand à Anvers (Koninklijke Vlaamse Opera). En 1963, il est récompensé pour l'ensemble de son œuvre par le prix Peter Benoit. À partir de 1966, il se consacre exclusivement à la peinture. Malgré ces multiples occupations, il trouvait encore le temps de cultiver des abricotiers et de la vigne sur sa propriété du château de Rochecolombe en Ardèche.

## Œuvres

### Musique
Herberigs a composé deux opéras, des pièces pour orchestre (parmi lesquelles le poème symphonique Cyrano de Bergerac (1912), Antoine et Cléopatre (1949), et Roméo et Juliette (1966)), des pièces de chant choral (dont plusieurs messes), deux concertos pour pianos, 20 sonates pour piano, de la musique de chambre, des chansons sur des poèmes de Charles Van Lerberghe, des lieder sur des poèmes de Guido Gezelle et, enfin, une musique de film.

### Littérature
Il publie un certain nombre de romans du terroir, entre autres Pasterke Candeels et Het Wolvenhof.